# Sejerø
Sejerø è un'isola della Danimarca situata nella baia omonima nello stretto del Kattegat, a nord-ovest dell'isola di Selandia.
Da un punto di vista amministrativo fa parte del comune di Kalundborg, nella regione della Selandia. L'isola ha un'estensione di 12,37 km² e ha 328 abitanti (2023)
Il centro abitato principale è Sejerby dove risiede la maggioranza della popolazione e dove si trova il porto in cui arrivano i battelli da Havnsø.
Sull'isola si trovano una chiesa risalente al XIV secolo e il faro alto oltre 15 metri e risalente al 1852.
A sud-est dell'isola si trova la più piccola isola di Nekselø.